# Cahiers du cinéma
Cahiers du Cinéma (phát âm tiếng Pháp: [kaje dy sinema]) là một tạp chí điện ảnh của Pháp do André Bazin, Jacques Doniol-Valcroze và Joseph-Marie Lo Duca thành lập vào năm 1951 Bắt nguồn từ tạp chí Revue du Cinéma trước đó (thành lập năm 1928) bao gồm các thành viên của hai câu lạc bộ phim ảnh tại Paris: Objectif 49 (gồm Robert Bresson, Jean Cocteau và Alexandre Astruc cùng những người khác) và câu lạc bộ Ciné-Club du Quartier Latin.
Biên kịch đầu tiên của tạp chí là Doniol-Valcroze. Đến năm 1957, vị trí này do Éric Rohmer (Maurice Scherer) đảm nhiệm. Các tác giả của tạp chí gồm có: Jacques Rivette, Jean-Luc Godard, Claude Chabrol và François Truffaut. Đây là tạp chí điện ảnh tiếng Pháp lâu đời nhất trong lịch sử xuất bản.